# Anton Bolinder
Anton Bolinder, född 3 juni 1915 i Los församling, Hälsingland,  död 7 december 2006 i Östersund, en svensk friidrottare (höjdhopp). 
Han tävlade för IFK Östersund. Han utsågs 1969 retroaktivt till Stor Grabb nummer 264 i friidrott. Vid EM i friidrott i Oslo 1946 tog han hem guldmedaljen i höjdhopp.